# 阿勒布热县
阿勒布热县（Alappuzha district）是印度喀拉拉邦的一個縣，位於該國西南部，面積1,414平方公里，2011年人口2,121,943，七成人口信奉印度教，人口密度每平方公里1,501人。

## 外部連結
- Official website of Alappuzzha District （页面存档备份，存于）
- List of Tourism places in Alappuzha （页面存档备份，存于）